# Rex Piano
Rex Piano  ist ein US-amerikanischer Regisseur und Filmproduzent.

## Leben
Rex Piano studierte an der Graduate School of Arts and Science der New York University. Seine Filmkarriere begann zunächst als Regisseur für Werbespots, bevor er begann Filme fürs Fangoria Magazine zu drehen. 1987 zog Rex nach Los Angeles, wo er Produktionsleiter (Head of Production) bei Associated Television International wurde. In Hollywood begann Piano als Regisseur für, per Syndikation vertriebene Serien, wie Air America, Mike Hammer, Private Eye oder Palm Beach-Duo. Im Jahr 2000 erlangte er internationale Bekanntheit als Filmregisseur mit der romantischen Komödie The Month of August.

## Filmografie (Auswahl)
als Regisseur
- 1984: High Tide – Ein cooles Duo'
- 1998: Mike Hammer, Private Eye
- 1998: Palm Beach-Duo
- 1998–1999: Air America
- 2000: The Month of August
- 2004: Das Beben
- 2015: Impact Earth

als Produzent
- 1986: Scream Greats, Vol. 2: Satanism and Witchcraft
- 1986: Fangoria's Weekend of Horrors
- 1989: Search for Haunted Hollywood
- 1991: Bikini Blitz!
- 1996: Raven Team
- 2000: The Month of August
- 2007: Elf Bowling the Movie: The Great North Pole Elf Strike